# 週刊!JTサンダーズ
『週刊!JTサンダーズ』（しゅうかん!JTサンダーズ）は、中国放送（RCCテレビ）で2015年1月18日から3月22日および2016年1月8日から3月11日に放送されたJTサンダーズの応援番組である。JTの一社提供。

## 番組概要
毎週サンダーズの選手が登場し、インタビューなどをお届けする。番組の最後には、現在の順位や試合予定などをお伝えする。

## 出演者
- 柴田かおる（2015年）
- 中根夕希（中国放送アナウンサー、2015年・2016年）

## 放送時間
- 2015年1月18日 - 3月22日
  - 日曜 21:54 - 22:00（全10回）
- 2016年1月8日 - 3月11日
  - 金曜 21:54 - 22:00（全10回）